# Lödderitz
Lödderitz is een plaats en voormalige gemeente in de Duitse deelstaat Saksen-Anhalt, en maakt deel uit van de Landkreis Salzlandkreis.
Lödderitz telt 241 inwoners.